# 你的孩子不是你的孩子：被考試綁架的家庭故事 一位家教老師的見證
《你的孩子不是你的孩子：被考試綁架的家庭故事 一位家教老師的見證》為吳曉樂的書籍作品，記錄其在台灣升學教育體制下，擔任家庭教師所見的各色家庭景象，並非虛構作品。2014年初版。

## 概要
一位家教老師，見證九個被考試綁架的家庭，記錄下九段教養故事。

## 目錄
- 第1個家：人子，與貓的孩子
- 第2個家：他沒有家了
- 第3個家：必須過動
- 第4個家：私的迷思
- 第5個家：一脈不相承
- 第6個家：天賦
- 第7個家：衣櫃中的小劇場
- 第8個家：怪獸都聚在一起了
- 第9個家：高材生的獨白

## 改編作品
該書在出版後廣受好評，後與公視合作改編為同名劇集並在Netflix上播出。而後公視又以戲劇改編為電動《KIDZ 孩子》，在Steam上供遊玩。